# Magda Rurac
Magdalena Beretki (Berescu en roumain), plus connue sous le nom de Magda Rurac (11 juillet 1918 – 9 mai 1995) est une joueuse de tennis roumaine des années 1940 et 1950.

## Biographie
Fille d'un marchand de tabac et issue d'une famille nombreuse, Magda Berescu pratique plusieurs sports durant sa jeunesse tels que la natation, le golf, le cyclisme ou le football. Elle excelle également en tennis de table, remportant six titres nationaux entre 1942 et 1945.
Mariée au joueur de tennis Vinny Rurac en 1940, Magda Rurac est championne de Roumanie sans discontinuer entre 1939 et 1946.  Elle a obtenu à deux reprises le titre de « sportive de l'année ».
Elle devient championne de Tchécoslovaquie en 1946 et remporte l'année suivante plusieurs tournois sur la Côte d'Azur. Elle a atteint en 1947 les huitièmes de finale à Wimbledon puis les quarts à Roland-Garros, battue dans les deux cas par Doris Hart.
En 1948, lassé des restrictions imposées par le régime communiste, le couple décide de s'installer aux États-Unis. En conséquence, ils sont bannis à vie de l'Association Roumaine de tennis.
Sur le circuit américain, elle s'est illustrée au tournoi de Cincinnati, remportant à la fois le simple et double dames en 1949, ainsi qu'à l'US Clay Court Championship avec deux succès en 1948 et 1949. Elle a été classée dans le top 10 mondial durant ces deux années. Elle dispute parallèlement des tournois de tennis de table avant de s'orienter vers le golf à partir du milieu des années 1950.
Elle devient professionnelle en 1952, basée à Palm Springs en Californie puis obtient la nationalité américaine en 1954. Le couple divorce en 1966.

## Palmarès (partiel)

### Titre en simple dames
| No | Date | Nom et lieu du tournoi            | Catégorie | Surface    | Finaliste     | Score         |  |
| -- | ---- | --------------------------------- | --------- | ---------- | ------------- | ------------- |  |
| 1  | 1949 | Cincinnati tournament, Cincinnati |           | Dur (ext.) | Beverly Baker | 6-4, 2-6, 6-0 |  |

### Finales en simple dames
| No | Date       | Nom et lieu du tournoi                | Catégorie | Surface    | Vainqueure            | Score         |          |
| -- | ---------- | ------------------------------------- | --------- | ---------- | --------------------- | ------------- | -------- |
| 1  | 1950       | Cincinnati tournament, Cincinnati     |           | Dur (ext.) | Beverly Baker         | 5-7, 6-3, 9-7 |          |
| 2  | 18/09/1950 | US Hard Court Championships, Berkeley |           | Dur (ext.) | Patricia Canning Todd | 6-2, 6-1      | Parcours |
| 3  | 1951       | Cincinnati tournament, Cincinnati     |           | Dur (ext.) | Patricia Canning Todd | 6-3, 6-4      |          |

### Titres en double dames
| No | Date | Nom et lieu du tournoi           | Catégorie | Surface    | Partenaire     | Finalistes                             | Score         |  |
| -- | ---- | -------------------------------- | --------- | ---------- | -------------- | -------------------------------------- | ------------- |  |
| 1  | 1948 | Cincinnati tournament Cincinnati |           | Dur (ext.) | Dorothy Head   | Betty Rosenquest Margaret Varner Bloss | 3-6, 6-4, 6-2 |  |
| 2  | 1949 | Cincinnati tournament Cincinnati |           | Dur (ext.) | Nancy Morrison | Catherine Malcolm Barbara Beckel       | 6-2, 6-4      |  |
| 3  | 1950 | Cincinnati tournament Cincinnati |           | Dur (ext.) | Beverly Baker  | Jeanne Arth Shirley Arth Loeding       | 6-3, 6-1      |  |

### Finales en double dames
| No | Date       | Nom et lieu du tournoi                    | Catégorie | Surface      | Vainqueures                            | Partenaire   | Score         |          |
| -- | ---------- | ----------------------------------------- | --------- | ------------ | -------------------------------------- | ------------ | ------------- | -------- |
| 1  | 29/09/1947 | Pacific Coast Championships San Francisco |           | Terre (ext.) | Margaret Osborne Barbara Krase         | Dorothy Head | 6-4, 3-6, 6-4 | Parcours |
| 2  | 18/09/1950 | US Hard Court Championships Berkeley      |           | Dur (ext.)   | Barbara Scofield Patricia Canning Todd | Wilma Smith  | 6-2, 6-4      | Parcours |
| 3  | 1951       | Cincinnati tournament Cincinnati          |           | Dur (ext.)   | Patricia Canning Todd Dorothy Head     | Suzanne Herr | 6-2, 6-3      |          |

## Parcours en Grand Chelem (partiel)
Si l’expression « Grand Chelem » désigne classiquement les quatre tournois les plus importants de l’histoire du tennis, elle n'est utilisée pour la première fois qu'en 1933, et n'acquiert la plénitude de son sens que peu à peu à partir des années 1950.

### En simple dames
| Année | Championnat d'Australie | Championnat d'Australie | Internationaux de France | Internationaux de France | Wimbledon      | Wimbledon       | US National   | US National     |
| ----- | ----------------------- | ----------------------- | ------------------------ | ------------------------ | -------------- | --------------- | ------------- | --------------- |
| 1939  | -                       | -                       | -                        | -                        | 2e tour (1/32) | Patsy O'Connell | -             | -               |
| 1947  | -                       | -                       | 1/4 de finale            | Doris Hart               | 4e tour (1/8)  | Doris Hart      | 1/4 de finale | P. Canning Todd |
| 1951  | -                       | -                       | -                        | -                        | -              | -               | 1/4 de finale | Jean Walker     |

À droite du résultat, l’ultime adversaire.

### En double dames
| Année | Championnat d'Australie | Championnat d'Australie | Internationaux de France | Internationaux de France | Wimbledon                     | Wimbledon                  | US National | US National |
| ----- | ----------------------- | ----------------------- | ------------------------ | ------------------------ | ----------------------------- | -------------------------- | ----------- | ----------- |
| 1939  | -                       | -                       | -                        | -                        | 1er tour (1/32) Phyllis Xydis | A. McOstrich Audrey Wenyon | -           | -           |
| 1947  | -                       | -                       | 1/2 finale Jędrzejowska  | Louise Brough M. Osborne | 2e tour (1/16) G. Woodgate    | Dawson-Scott M. Whitmarsh  | -           | -           |

Sous le résultat, la partenaire ; à droite, l’ultime équipe adverse.

### En double mixte
| Année | Open d'Australie | Open d'Australie | Internationaux de France | Internationaux de France | Wimbledon | Wimbledon | US Open                  | US Open                   |
| 1969  | -                | -                | -                        | -                        | -         | -         | 1er tour (1/32) V. Rurac | Rosie Casals Ken Rosewall |

Sous le résultat, le partenaire ; à droite, l’ultime équipe adverse.